# Stazione meteorologica di Prato Galceti
La stazione meteorologica di Prato Galceti è la stazione meteorologica relativa all'omonima frazione della città di Prato.

## Caratteristiche
La stazione meteorologica si trova nell'Italia centrale, in Toscana, nel comune di Prato, in località Galceti ai piedi del Monte Mezzano (m. 898), in posizione esterna nord-occidentale rispetto all'area urbana, ad una quota di 75,04 metri s.l.m. e alle coordinate geografiche 43°54′43″N 11°04′59″E.
La stazione è situata all'interno dell'area del Centro di Scienze Naturali, dal quale è gestita fin dal 1971, anno di inizio del rilevamento dei dati meteorologici.

## Dati climatologici 1971-2000
Il microclima dell'area rurale in cui è ubicata la stazione non risente, in termini di temperatura media annua, dell'isola di calore della vicina area urbana della città di Prato, la cui stazione cittadina fa registrare una temperatura media costantemente superiore. Inoltre, la sua posizione leggermente più elevata, a ridosso delle prime propaggini collinari dell'Appennino Tosco-Emiliano vi determina una piovosità (997,5 mm) di poco superiore a quella che si registra nella città di Prato (951 mm), a Firenze Ximeniano (823 mm) o stazioni collinari situate a sud della città come quella di Artimino (834 mm): tutto ciò è da imputare ad un maggiore effetto stau che si verifica con venti umidi dai quadranti occidentali o meridionali.
I valori medi riportati nella tabella sottostante si riferiscono al trentennio 1971-2000, effettivamente elaborato dal 1972 per le temperature e dal 1978 per le precipitazioni.
In base alle medie climatiche del suddetto periodo, la temperatura media del mese più freddo, gennaio, è di +6,4 °C, mentre quella del mese più caldo, agosto, è di +23,9 °C; mediamente si contano 22 giorni di gelo all'anno e 34 giorni annui con temperatura massima uguale o superiore ai 30 °C. Nel trentennio esaminato, i valori estremi di temperatura sono stati i +38,1 °C dell'agosto 1998 (valore però inferiore ai +40,4 °C del 5 agosto 2003, massima assoluta dell'intera serie storica) e i -12,2 °C del gennaio 1985, che rappresentano la minima assoluta della stazione.
Le precipitazioni medie annue si attestano a 997,5 mm, mediamente distribuite in 90 giorni, con minimo relativo in estate, picco massimo in autunno e massimo secondario in inverno per gli accumuli totali stagionali.
Di seguito è riportata la tabella con le medie climatiche e i valori massimi e minimi assoluti registrati nel trentennio 1971-2000.
| Prato Galceti (1971-2000)       | Mesi         | Mesi        | Mesi        | Mesi        | Mesi        | Mesi        | Mesi        | Mesi        | Mesi        | Mesi        | Mesi        | Mesi        | Stagioni | Stagioni | Stagioni | Stagioni | Anno  |
| Prato Galceti (1971-2000)       | Gen          | Feb         | Mar         | Apr         | Mag         | Giu         | Lug         | Ago         | Set         | Ott         | Nov         | Dic         | Inv      | Pri      | Est      | Aut      | Anno  |
| ------------------------------- | ------------ | ----------- | ----------- | ----------- | ----------- | ----------- | ----------- | ----------- | ----------- | ----------- | ----------- | ----------- | -------- | -------- | -------- | -------- | ----- |
| T. max. media (°C)              | 9,5          | 11,3        | 14,4        | 17,1        | 21,6        | 25,3        | 29,2        | 29,4        | 24,5        | 19,3        | 13,3        | 9,7         | 10,2     | 17,7     | 28,0     | 19,0     | 18,7  |
| T. min. media (°C)              | 3,2          | 3,6         | 5,8         | 8,2         | 12,3        | 15,6        | 18,2        | 18,3        | 15,2        | 11,6        | 6,8         | 4,0         | 3,6      | 8,8      | 17,4     | 11,2     | 10,2  |
| T. max. assoluta (°C)           | 17,8 (1981)  | 22,6 (1991) | 24,8 (1989) | 27,2 (1976) | 31,0 (1979) | 33,8 (1998) | 37,6 (1983) | 38,1 (1998) | 33,2 (1999) | 29,0 (1985) | 22,4 (1977) | 18,2 (1989) | 22,6     | 31,0     | 38,1     | 33,2     | 38,1  |
| T. min. assoluta (°C)           | −12,2 (1985) | −7,4 (1991) | −5,3 (1987) | 0,5 (1973)  | 4,0 (1979)  | 8,8 (1986)  | 11,0 (2000) | 10,2 (1995) | 6,2 (1995)  | 0,0 (1974)  | −3,0 (1975) | −6,8 (1996) | −12,2    | −5,3     | 8,8      | −3,0     | −12,2 |
| Giorni di calura (Tmax ≥ 30 °C) | 0            | 0           | 0           | 0           | 0           | 3           | 14          | 15          | 2           | 0           | 0           | 0           | 0        | 0        | 32       | 2        | 34    |
| Giorni di gelo (Tmin ≤ 0 °C)    | 7            | 5           | 2           | 0           | 0           | 0           | 0           | 0           | 0           | 0           | 2           | 6           | 18       | 2        | 0        | 2        | 22    |
| Precipitazioni (mm)             | 80,9         | 66,6        | 77,6        | 94,9        | 73,4        | 63,0        | 30,9        | 53,5        | 83,5        | 139,8       | 127,1       | 106,3       | 253,8    | 245,9    | 147,4    | 350,4    | 997,5 |
| Giorni di pioggia               | 8            | 7           | 8           | 10          | 7           | 6           | 4           | 4           | 6           | 10          | 10          | 10          | 25       | 25       | 14       | 26       | 90    |

### Temperature estreme mensili dal 1972 al 2004
Di seguito sono state riportate le temperature massime e minime assolute mensili, stagionali ed annuali dal 1972 sino al 30 giugno 2004 (ultimo giorno delle rilevazioni), con il relativo anno in cui si queste si sono registrate: nella serie trentennale la minima assoluta ha toccato i -12,2 °C nel gennaio 1985, mentre la massima assoluta ha fatto registrare i +39,7 °C nell'agosto 2003.
| Prato Galceti (1972-2004) | Mesi         | Mesi        | Mesi        | Mesi        | Mesi        | Mesi        | Mesi        | Mesi        | Mesi        | Mesi        | Mesi        | Mesi        | Stagioni | Stagioni | Stagioni | Stagioni | Anno  |
| Prato Galceti (1972-2004) | Gen          | Feb         | Mar         | Apr         | Mag         | Giu         | Lug         | Ago         | Set         | Ott         | Nov         | Dic         | Inv      | Pri      | Est      | Aut      | Anno  |
| ------------------------- | ------------ | ----------- | ----------- | ----------- | ----------- | ----------- | ----------- | ----------- | ----------- | ----------- | ----------- | ----------- | -------- | -------- | -------- | -------- | ----- |
| T. max. assoluta (°C)     | 17,8 (1981)  | 22,6 (1991) | 24,8 (1989) | 26,4 (1993) | 31,0 (1979) | 36,0 (2002) | 37,6 (1983) | 39,7 (2003) | 32,3 (2003) | 29,0 (1985) | 22,0 (1977) | 18,2 (1989) | 22,6     | 31,0     | 39,7     | 32,3     | 39,7  |
| T. min. assoluta (°C)     | −12,2 (1985) | −7,4 (1991) | −5,3 (1987) | −2,6 (2003) | 4,0 (1979)  | 8,4 (2001)  | 11,0 (2000) | 10,2 (1995) | 6,2 (1995)  | 0,0 (1974)  | −3,0 (1975) | −6,8 (1996) | −12,2    | −5,3     | 8,4      | −3,0     | −12,2 |